# Newark Legal Center
El Newark Legal Center, también conocido como One Riverfront Center, es un edificio de oficinas en Newark, Nueva Jersey.

## Descripción
Está ubicado a lo largo de las orillas del río Passaic y conectado por una pasarela sobre Raymond Boulevard con Gateway Center y Penn Station. Desarrollada originalmente por la Autoridad Portuaria de Nueva York y Nueva Jersey, la torre de 20 pisos contiene condominios y espacio de oficinas de alquiler orientado a la profesión legal. El terreno entre la torre y la orilla del río adyacente al Puente Dock, se incorporará a un Parque Newark Riverfront.